# 天賦海灣

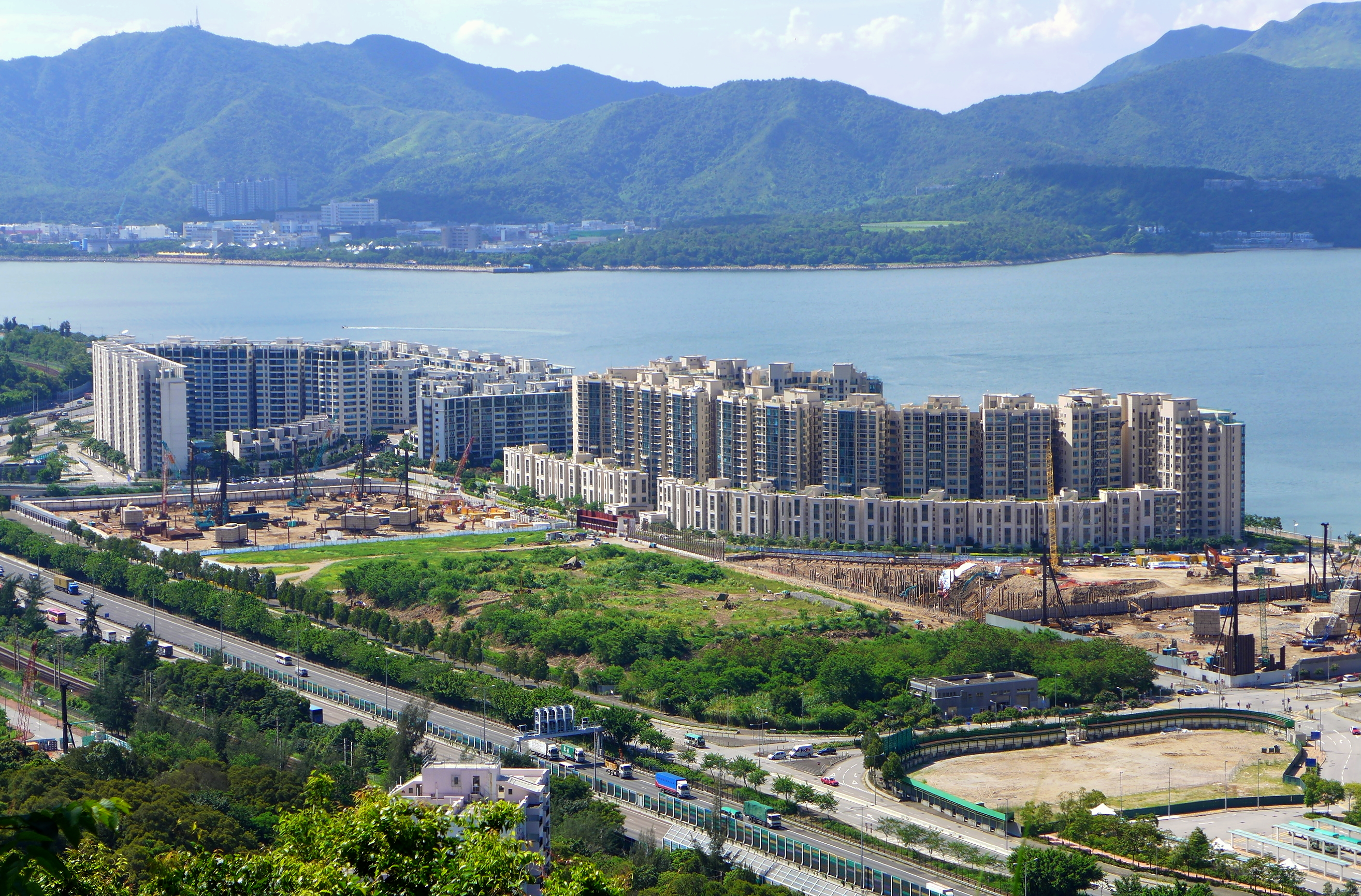
天賦海灣全貌（2016年）

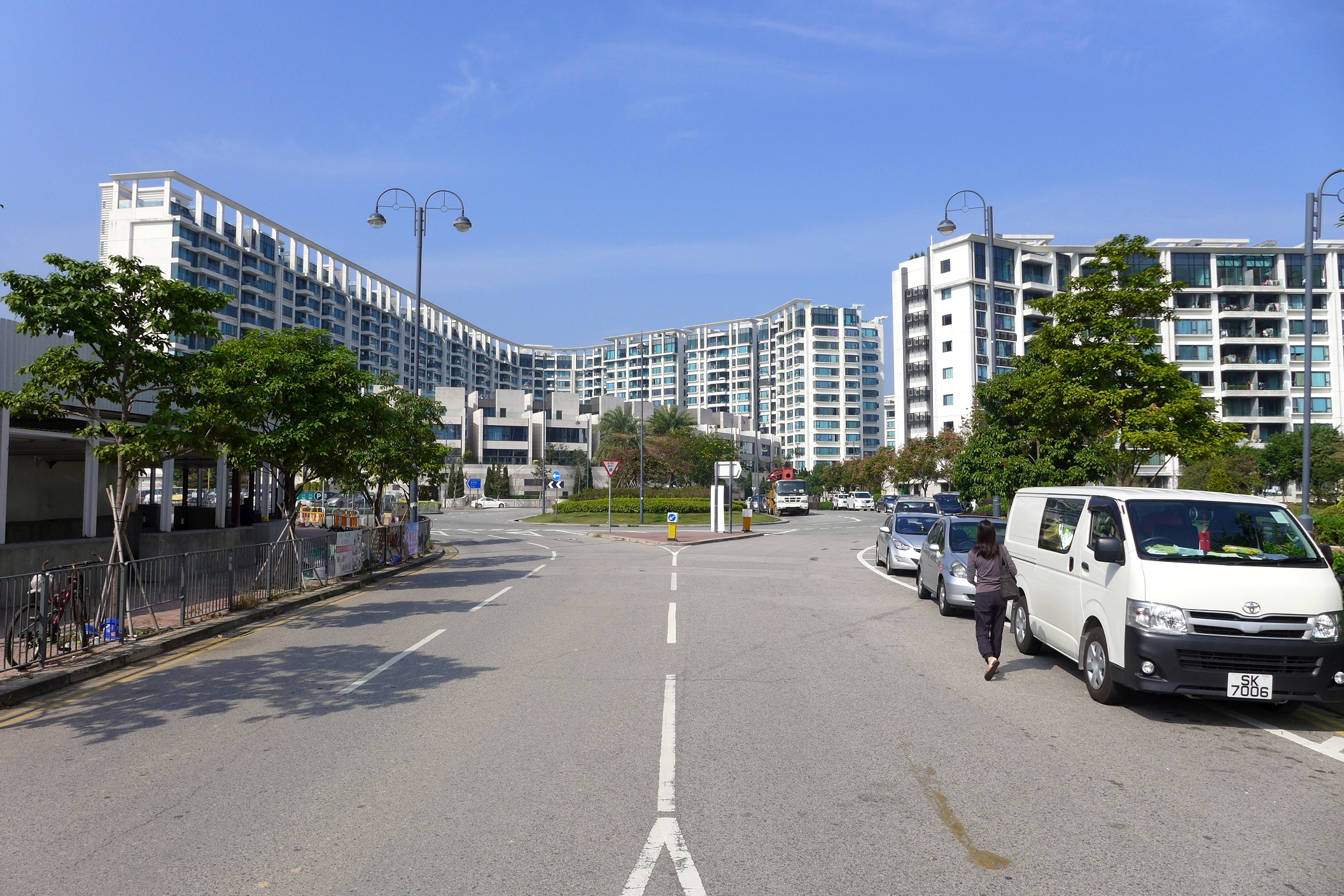
天賦海灣

天賦海灣（英語：Providence Bay）是位於香港新界大埔區白石角的一個私人住宅發展項目，由信和置業、南豐發展、嘉華國際及永泰地產合作發展，處於吐露港沿岸，鄰近香港中文大學及香港科學園。項目由白石角A、B、C地盤組成，由信置牽頭財團於2007年3月及9月相繼投得，三幅地總作價逾101億元，地皮樓面呎價由4,668至6,368元不等，惟3地盤合併後，綜合樓面每呎地價估計可降至5,600餘元。
2007年9月，信和置業、南豐發展、嘉華國際及永泰地產組成財團，其中南豐發展及信和置業各佔35%權益，嘉華國際及永泰地產則各佔15%，以45.5億元投得大埔白石角B地盤，樓面呎價6368港元，打破新界區地皮樓面呎價紀錄。
此外，項目初期由英國著名建築師Norman Foster建築師事務所主理設計，而項目建築師是香港胡周黃建築師事務所。首期樓花於2011年11月開始發售，示範單位設於奧海城2期。。

## 第1期
天賦海灣第1期位於大埔白石角科進路5號（白石角發展區B地盤、大埔市地段第186號），由信和置業牽頭財團唯邦有限公司於2007年9月17日的香港政府土地拍賣以45.5億港元投得。
設計為臨海低密度住宅，第1-21座為分層物業，樓高8-10層，共475個單位。另有7幢獨立洋房（名為天池屋，每棟均有其獨特名字，例如：溋天大宅、溋珑大宅等等。），洋房面積4,172-5,408方呎。
會所及康樂設施包括室內游泳池、戶外游泳池、兒童嬉水池、按摩池、日光曬台、更衣室、健身室、美容水療室、桑拿浴室、休閑雅座、運動室、兒童遊戲室、遊戲室、卡拉OK室、圖書館及活動室。
第1期項目於2012年12月31日落成入伙。 

## 第2期 「溋玥．天賦海灣」

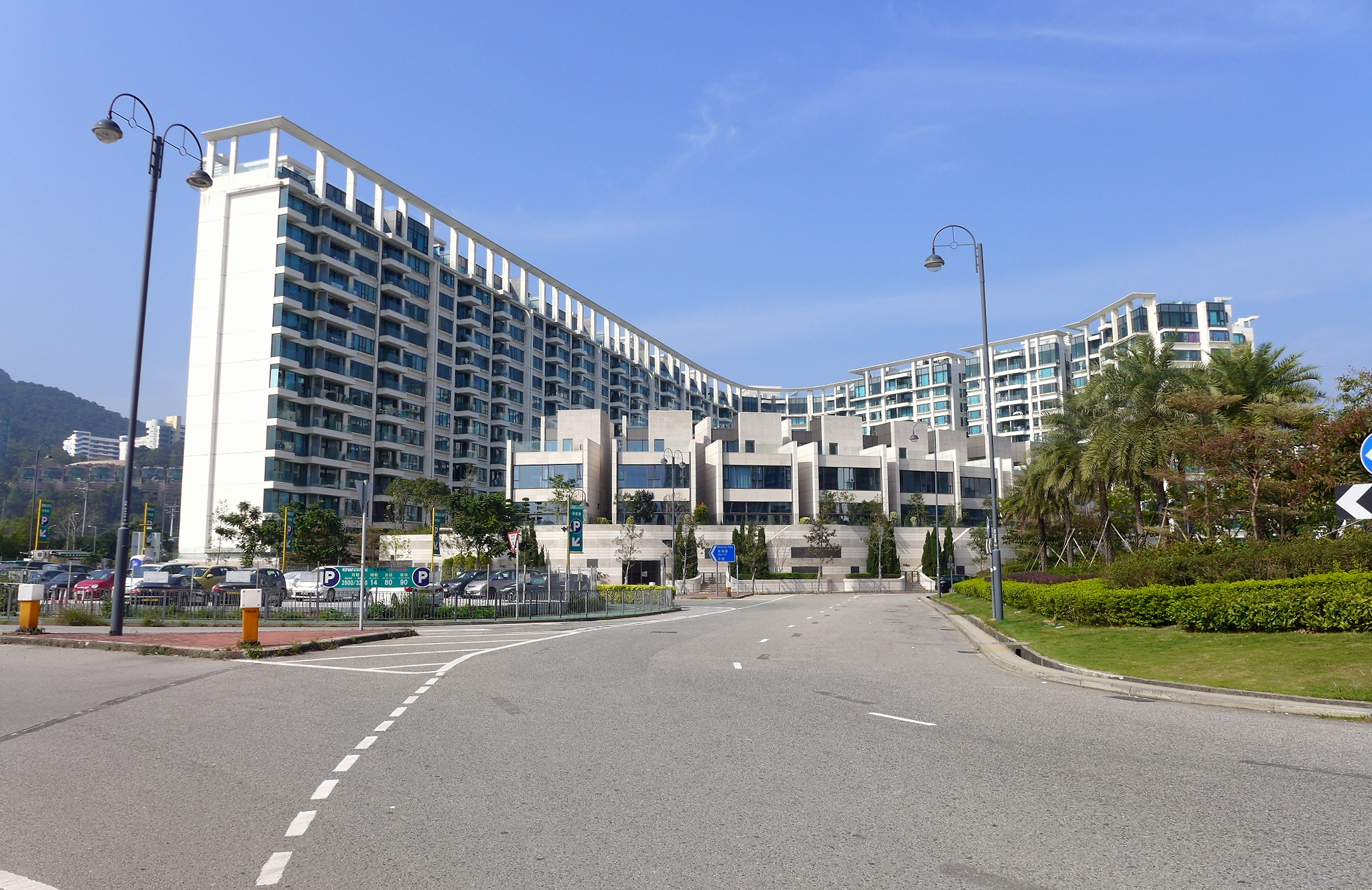
第2期 「溋玥．天賦海灣」

第2期位於大埔科進路8號，名為「溋玥．天賦海灣」（Providence Peak）（簡稱：溋玥）。項目設13座分層住宅及11單幢洋房，合共提供548伙單位。分層單位是以3、4房大戶作主打，但也有提供小量1房單位。另備平台花園、天際泳池及複式大戶等特色單位；分層單位建築面積由788呎至2,642呎，洋房建築面積由4,158呎至4,260呎。第二期全部單位均是以住客會所園林、戶外泳池等人工景致為主。
2期設度假式住客會所「玲玥」，擁有優美園林流水景致。設施包括室內游泳池、戶外游泳池、日光曬台、更衣室、健身室、美容水療室、桑拿浴室、休閑雅座、運動室、兒童遊戲室、跳舞室、圖書室、健康舞室、雅坐、蒸汽室、足部按摩室及活動室。
項目於2012年6月發售，平均呎價為8,379元，於2013年3月入伙。

## 第3期 「海鑽」

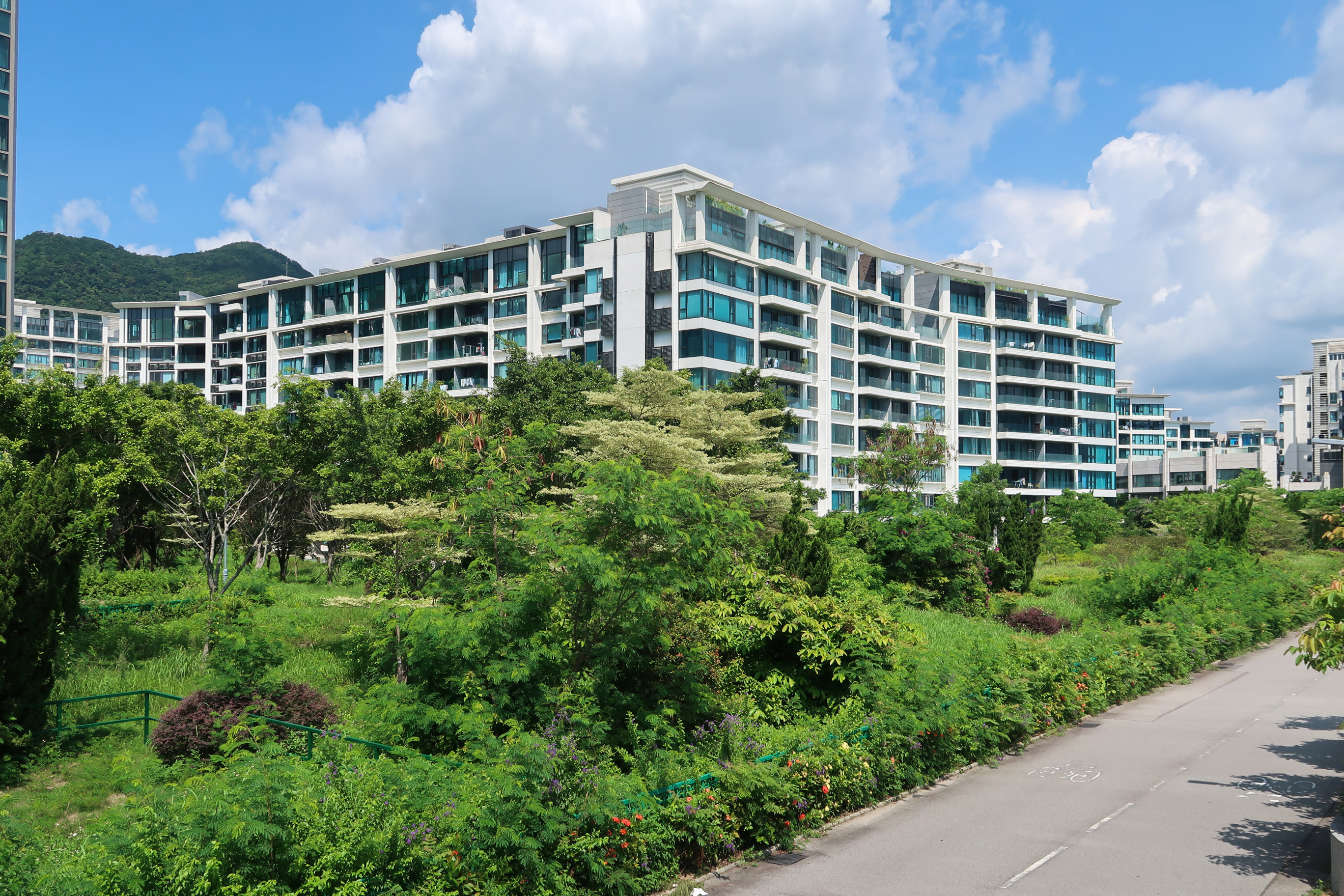
第3期「海鑽」

第3期位於大埔科進路9號，名為「海鑽」（The Graces），名稱源於該盤大部分單位可飽覽的海景，在陽光下美得像一顆閃耀璀璨的鑽石而得名，而英文名是希臘神話中三個女神的名字，她們分別表示美麗、迷人及歡欣。
第3期共提供193個單位。9成單位享有海景，當中設8座面積4,000呎起的洋房。分層單位共185伙分層戶，標準戶共151個，特色戶共34伙。項目賣點之一為約9成單位享有海景，4房供應達7成，面積介乎1800至2800呎。當中最大的4房以4房(連3套房)設計，而最細單位為1208呎3房戶，2013年上半年內入伙。天賦海灣三期

### 商場
第3期地庫設商舖THE DELI超級市場，由759阿信屋營運。

## 第4期 「逸瓏灣 I & II」

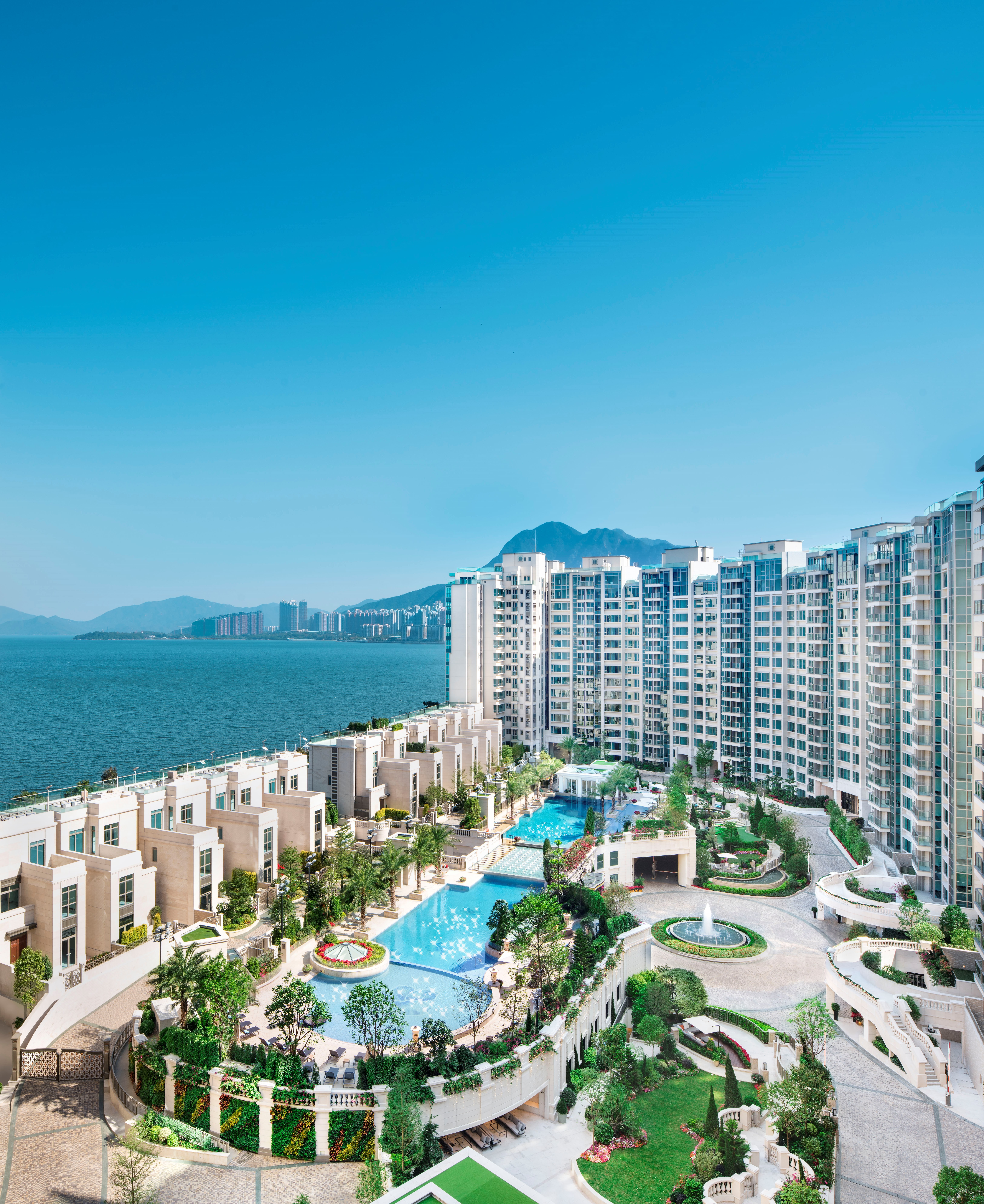
第四期逸瓏灣 I 、 II及內園

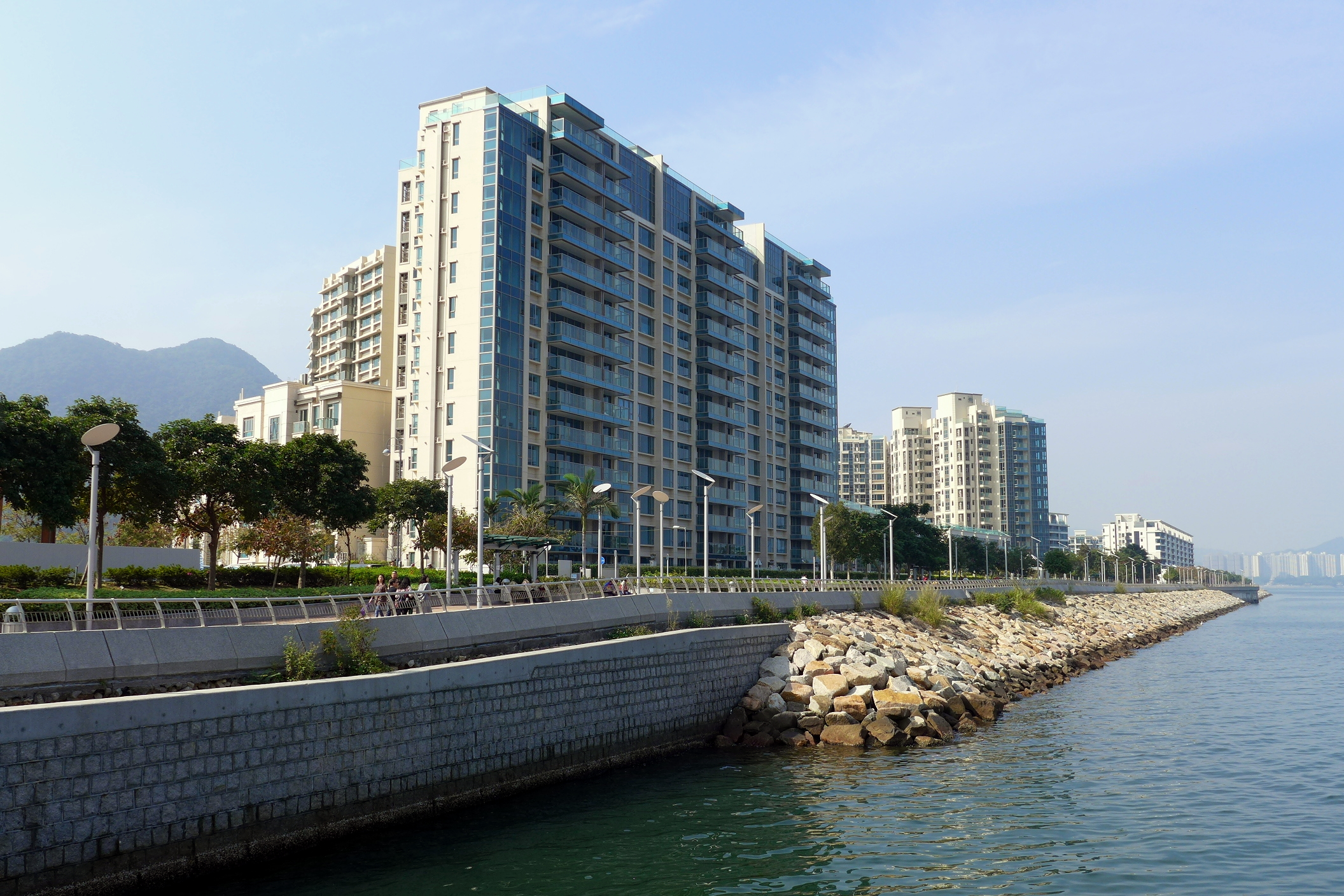
逸瓏灣 I & II東面外觀

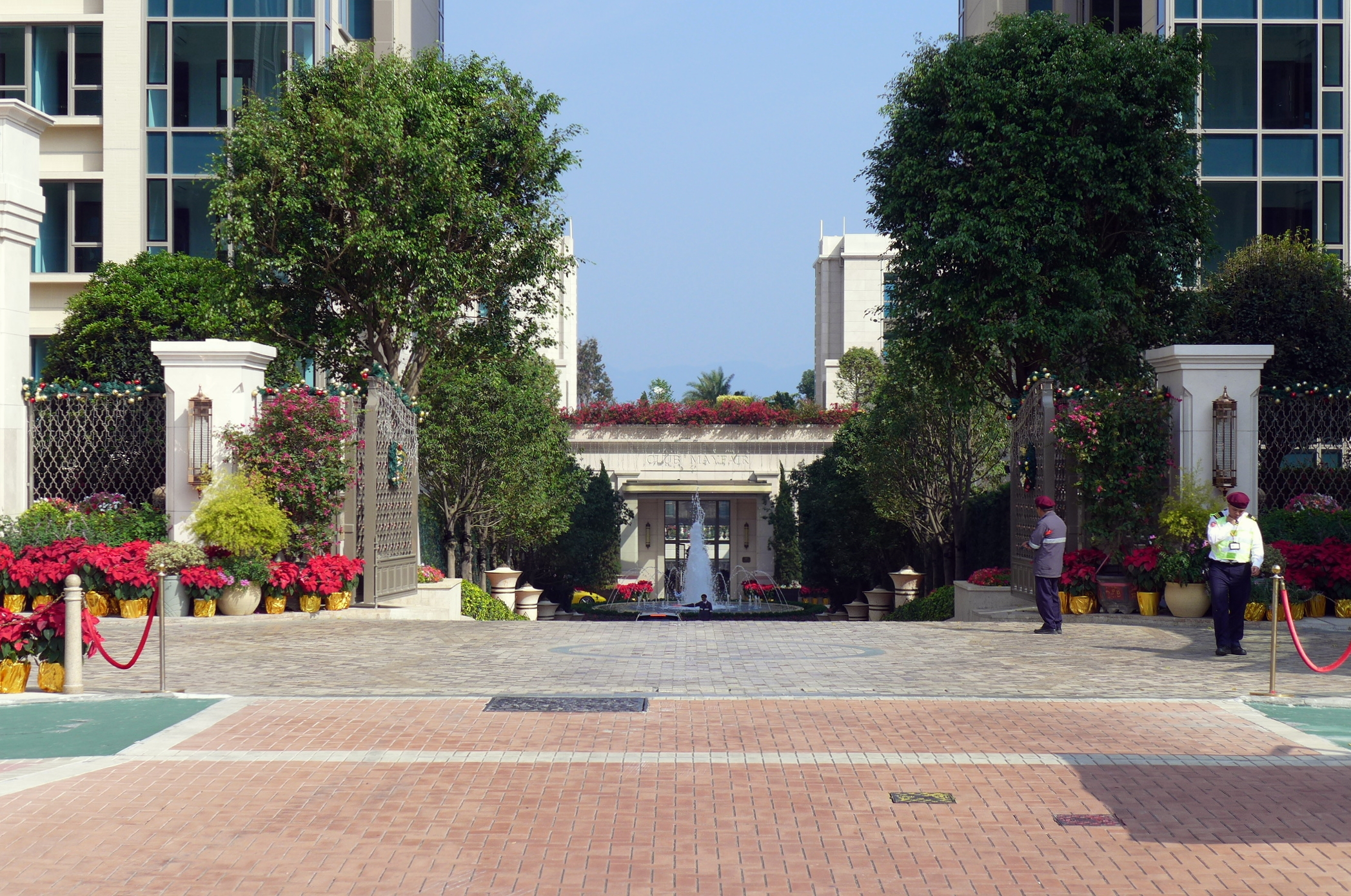
「逸瓏灣 I & II」車道入口

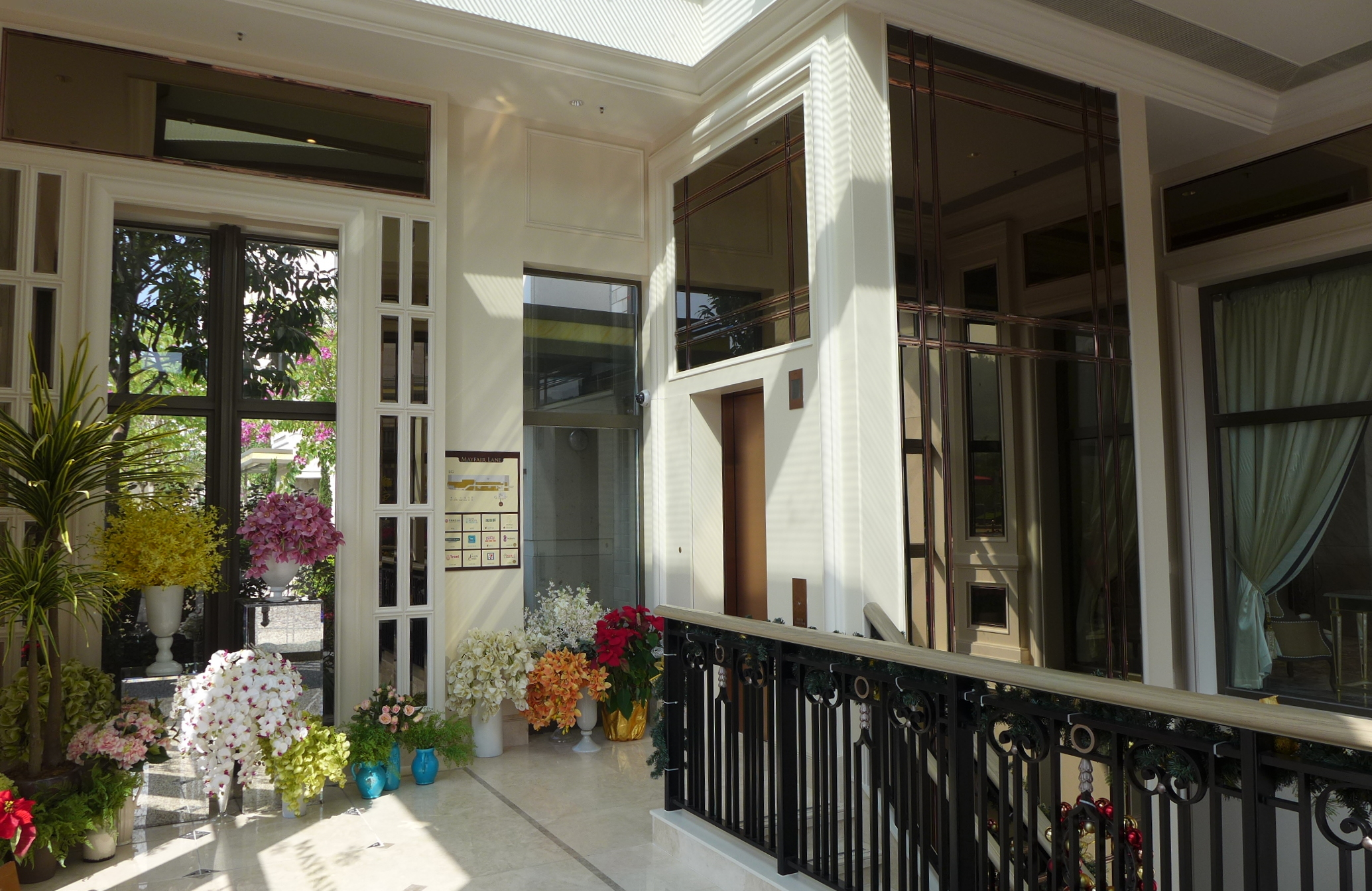
逸瓏灣商場近住宅入口採用較高級的裝修

第4期名為「逸瓏灣 I & II」，英文名字為「Mayfair By The Sea I & II」，位於大埔科進路23號（大埔市地段第200-201號）的豪華住宅。發展商信和置業於2009年年底以$51.5億購入大埔市地段第200號D1地盤，另夥拍嘉華以$52.5億購入比鄰的D2地盤，購入呎價分別要$7,145及$7,284，兩個地盤合併發展。當中信和佔85%權益，嘉華則佔15%權益；而逸瓏灣II則由信和全資擁有。
當中由信置獨資發展的第200號D1地盤涉及545伙，而與嘉華共同發展的第201號共有546伙，合共帶來1,091個單位供應，屬整個項目規模及伙數最大一期，在2015年9月下旬落成。第4期項目由15幢樓高5層、18幢樓高15層的分層以及12座樓高兩層的洋房所組成，可建總樓面面積達135萬平方呎。項目臨海而建，故部分單位將享有開揚吐露港海景，並鄰近科學園第2、3期。
地庫一層將提供逾100個車位。

### 住客會所
逸瓏灣I及逸瓏灣II共用同一住客會所，會所名為「Club Mayfair」，佔地逾10萬平方呎，為整個項目規模最大外，其中逾8萬平方呎為花園及遊樂地方，設有80米戶外泳池、25米室內泳池、遊樂場、多功能廳等。

### 商場
地庫附設5萬呎「逸瓏坊」（Mayfair Lane）。其中伊頓國際幼稚園承租商場4成樓面，租戶包括超市Market Place by Jasons、屈臣氏、詩琳美容、逸翠軒酒樓、鴻福堂、crostini咖啡店、7-11便利店、青苗琴行、iTreat及Salon China。商場已於2015年12月開放。

### 知名住客、業主
- 林曉峰（逸瓏灣I）
- 陳小春及應采兒夫婦（逸瓏灣Ⅱ）[8]
- 王祖藍及李亞男夫婦（逸瓏灣Ⅱ）[9]
- 胡杏兒及李乘德夫婦（逸瓏灣Ⅱ）
- 黃婉曼及馮柏基夫婦（逸瓏灣Ⅱ）
- 曾建中及曾建豪（天賦海灣3座7樓A及B室）[10]
- 佳寧娜（00126）集團控股有限公司名譽主席及非執行董事馬介璋（逸瓏灣I第1座8樓A室）[11]
- 李家超的幼子李文駿（逸瓏灣）[12]。

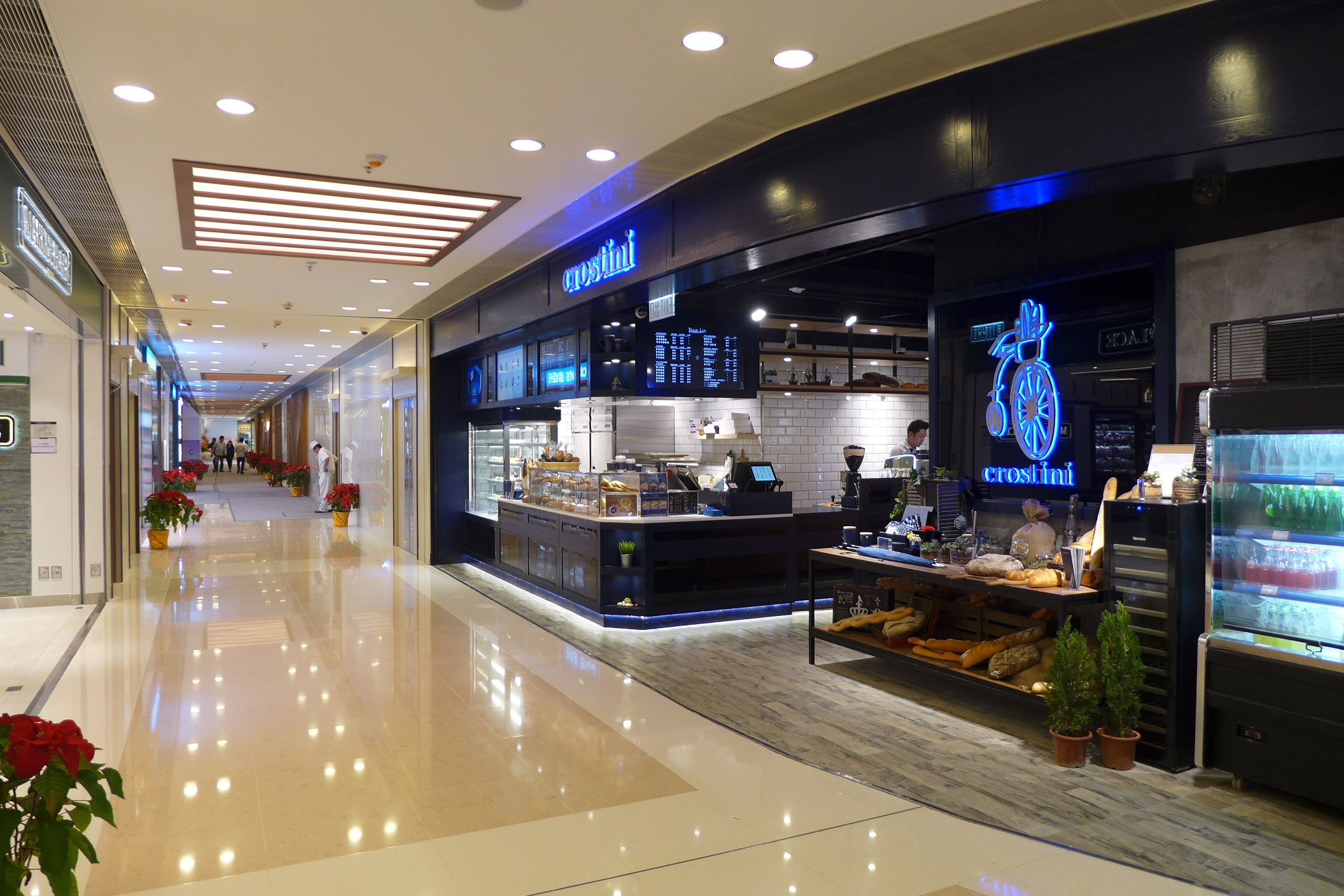
地庫商場以簡约裝修為主
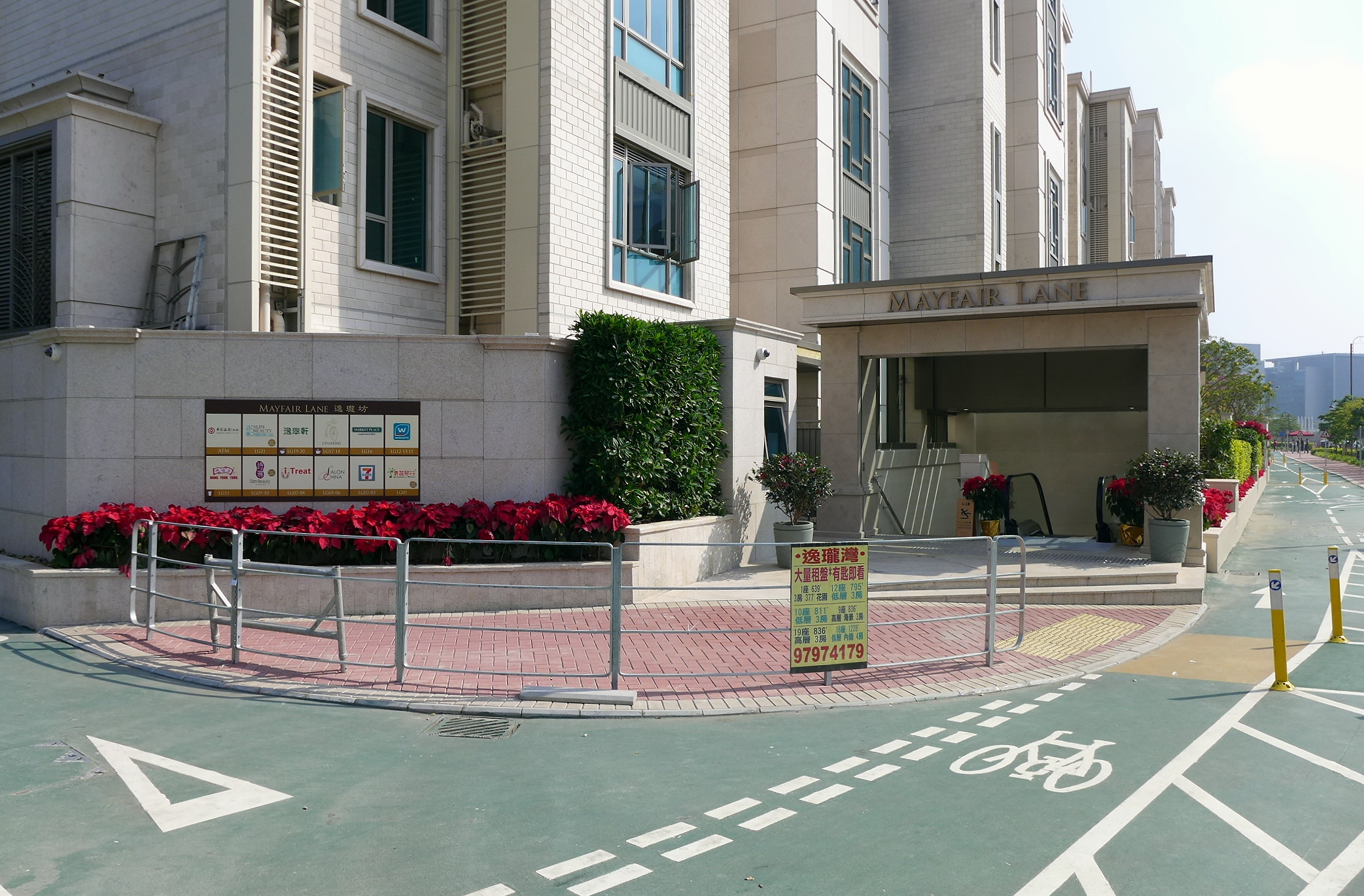
逸瓏坊入口
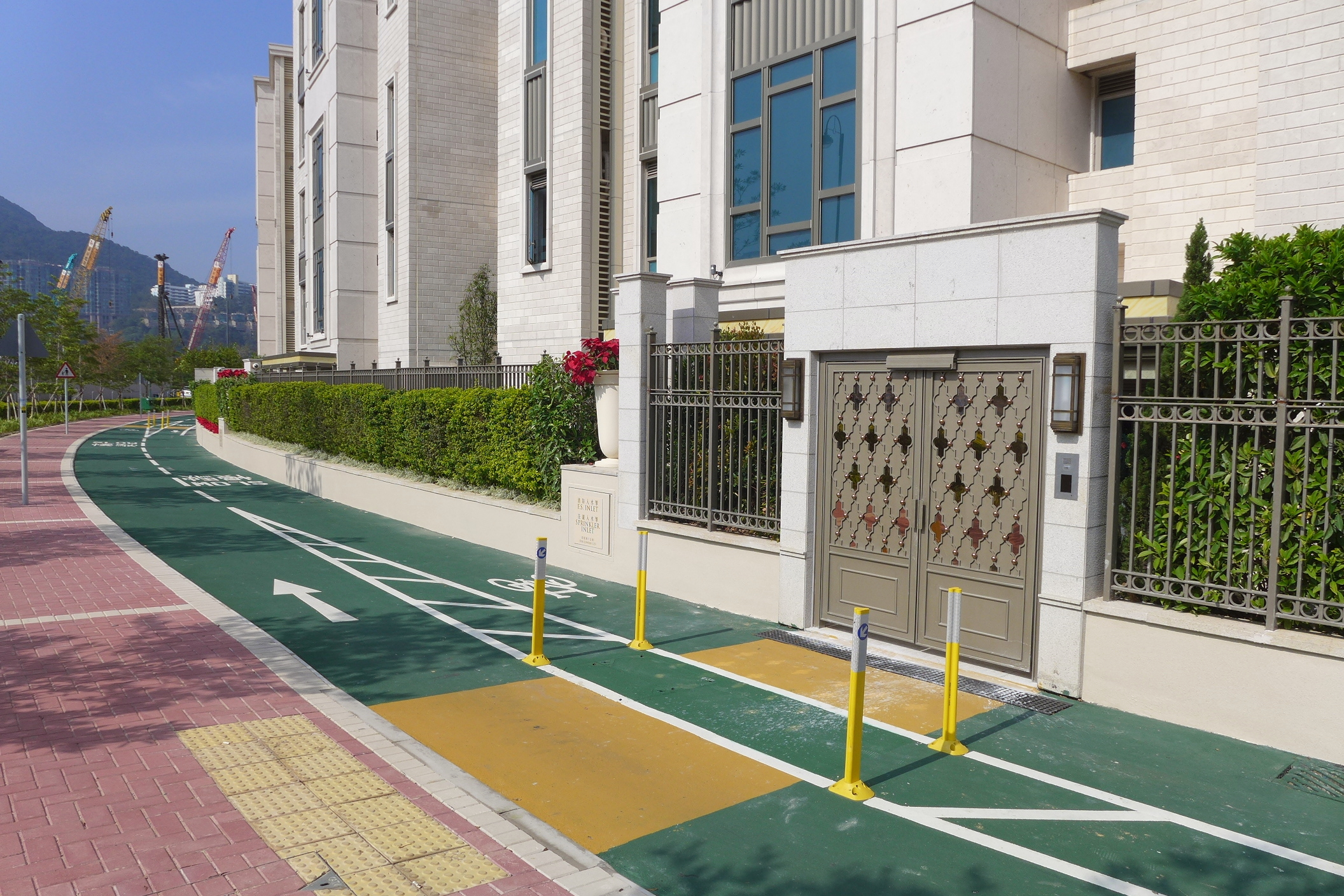
逸瓏灣 I & II部份座數門口面對單車徑

## 鄰近建設
- 香港科學園
- 白石角海濱長廊
- 港鐵東鐵綫白石角站（建議中）
- 白石角（科城路）公共運輸交匯處
- 香港中文大學
- 香港墨爾文國際學校
- 鹿茵山莊

## 問題

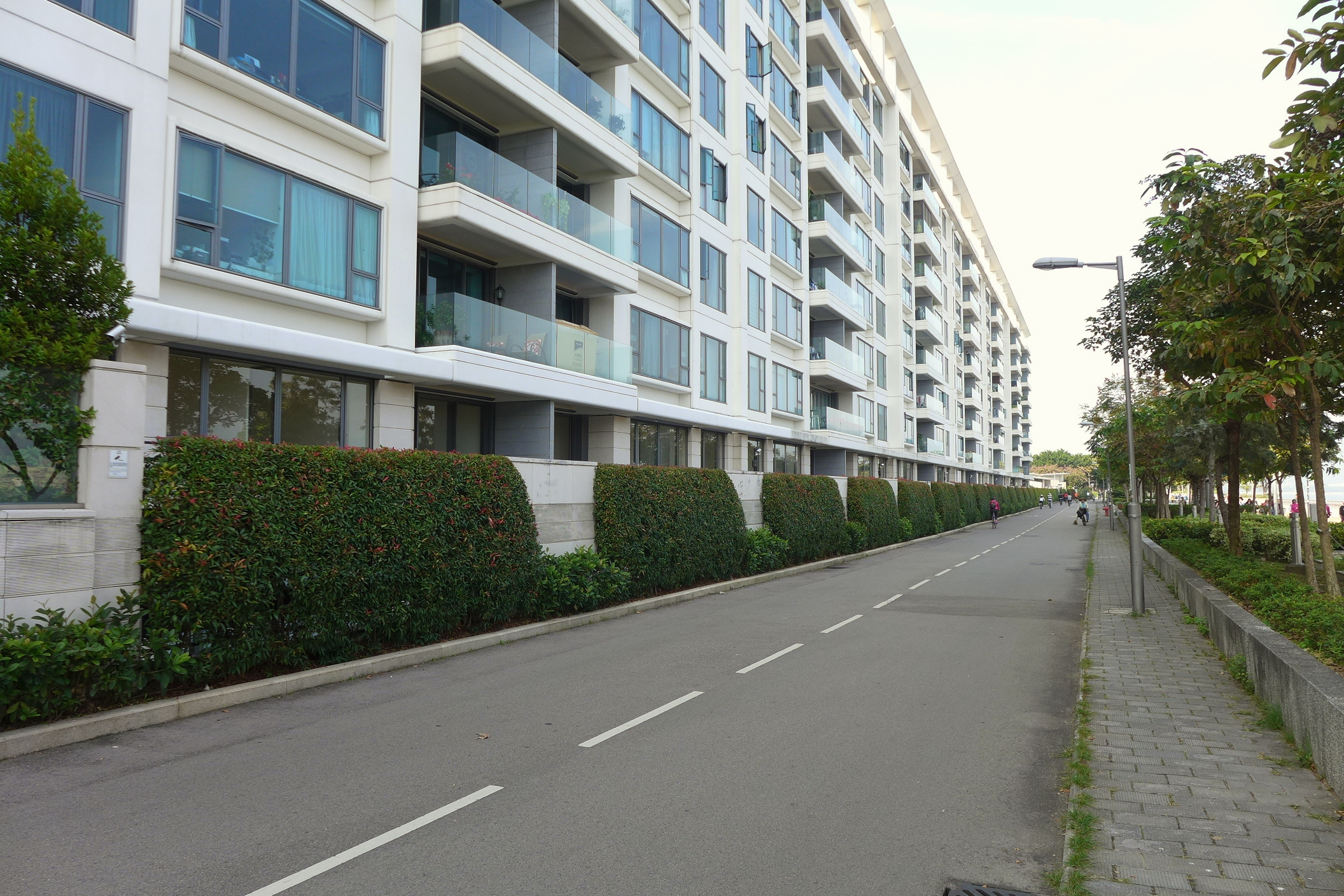
天賦海灣第一期所有座數的地下單位處於地面水平線以下，距離公眾單車徑只有一牆之隔，其後已用花槽阻隔單車徑。唯大多地下單位仍然空置中

### 單位嚴重漏水
天賦海灣2期溋玥一個價值2,300萬港元的地下複式單位因處處滲水，雖已於2013年6月11日收樓，惟直至一年後的2014年5月仍未可以入住，驗樓師及測量師均認為是手工及設計問題。記者於5月27日邀請資深驗樓師到單位視察，經花園進入千萬豪宅，氣溫高逾30度，露台底竟然滴水，站在大灘水迹後的業主陳先生無奈說道：「出面有多大雨，屋入面就有幾多水，修繕差不多一年，問題不停重複，單位仍在漏水......再來一場大雨，又不知哪裡入水，無了期執漏......」
驗樓師透過儀器於單位偵查，發現多處滲水，分佈露台、睡房、客廳及廚房等地板、牆身和天花，「露台下面滴水，有兩個原因，第一是地台防水層破損，第二是牆磚接縫的防漏膠邊手工欠佳，導致雨水滲入......如果再下一場大雨，隨時滲到地板發黑、變形、損壞，而牆身就會起泡。」驗樓師續指，單位外牆採用落地玻璃及掛磚，由於接縫位銜接欠佳，雨水經此滲入，「牆磚質量真的不理想，原本應該要做足防漏措施，避免雨水經牆身滲入屋，發展商現在先做這些防漏工程，只是見漏補漏，肉眼見到一些掛磚內未有髹上黑色防水層，如果掛磚接縫位做不好，日後會再滲水。」總結而言，「這間是滲水屋，假如落大雨，會出現很嚴重的滲水問題，好像『水舞間』，建議做一個大規模維修，之後用強力水槍進行試水測試，確保單位不會再滲水。」
建築測量師看過短片後表示，相信單位漏水除了可能是防滲工程不足之外，不排除牆身、窗邊之間夾雜喉管破損，「有時候一些水喉管藏在天花或牆身內，如果是喉管漏水，牆身就會滲水。」
由四個發展商組成的榮享有限公司發言人回覆，上述單位的漏水修繕事宜，一直統籌承建商跟進，惟部份項目需時，並需天氣配合，預計可於2014年5月31日完成改善工程。業主陳生得悉後回覆：「配合天氣都不用一年啦，本身就是質量問題。」記者連續3天現場觀察時，發現現場一部吊臂車駐守，不排除為漏水單位進行執漏工程。

### 停車場嚴重漏水
天賦海灣2期溋玥地庫停車場天花板疑因出現多處滲漏，須加設多條「蜘蛛網」般的喉管協助排水，惟2014年5月11日終不敵大量雨水洗禮，停車場頓成澤國，天花板不斷滲水，有住客認為管理公司責無旁貸，有專家則相信事件涉建築結構問題，或因停車場上蓋為游泳池導致不斷滲水，須及早執漏。據業主何太透露，5月11日下午4時許，她駕車抵達上址時，見停車場恍如澤國，水深一吋，車輛要涉水而行，原本已有多條喉管接着天花板滲漏的水不斷流落膠桶，但卻未能及時疏導，多處抽風槽出現「水簾洞」般滲水。
「好誇張，好恐怖！這些新屋苑可以這樣，來不及去水。」何太稱5月11日晚7時許處理完新居裝修事宜後，再返回停車場時，見水浸依然，屋苑職員忙於清理積水。由於平日天花板亦有滴水問題，加上停車場上蓋為游泳池，質疑是建築物結構及設計上存有問題，惟屋苑方面未有就記者查詢回覆。香港專業教育學院建造工程系系主任陳子明稱，相信事件與建築物的結構問題有關，建議管理處應盡快找專業人士作出評估，了解潛在危險，並找出原因對症下藥，如在罅隙灌漿修補等，亦應留意水渠有否淤塞。

### 地下單位露台只見單車徑
明報揭發，天賦海灣第一期所有座數的地下單位處於地面水平線以下，均建於3-4米的地底下。從毗鄰的單車徑望向單位，只看見單位的私人花園；從單車徑水平望向大廈只見1樓露台。此外，廣告片段雖然顯示單位外專享闊度媲美白石角海濱長廊的私人花園，足以隔開公眾單車徑，不過，現實是該私人花園闊度僅約4.7米，遠窄於約36米的海濱長廊闊度。
不過售樓書卻顯示8座向海樓宇全部屬低密度發展，樓高10層，第一座的地下及1樓地庫是停車場，其餘7座的地下是住宅單位，每個地下單位都有私人花園，位於單車徑與單位之間。售樓書雖然清楚列明各座數及各樓層間的高度資料，但沒有提及最低樓層與街道的相隔距離和高度。
立法會房屋事務委員會主席李永達斥事件離譜，批評屋宇署及地政總署處事官僚，有縱容樓盤「雙重欺騙」之嫌，今日去信政府要求跟進。
負責項目銷售之信和置業表示，天賦海灣在2011年開始售樓時，有向買家展示示範模型，清晰顯示樓宇的地下單位較路面為低，買家亦知道不會有海景，強調跟足指示賣樓，並無涉及任何不良銷售手法。該屋苑是以私人花園而非海景作為賣點，其中向海方向的地面層單位有14個，目前賣出1個，買家均清楚知道其購買的不能望到海景，樓盤模型亦會顯示只有較高單位才保證望海。對於單位外私人花園不夠闊，田兆源解釋由於項目仍未完成發展，未綠化及種樹，強調已預留一個闊逾4米的花園及花槽阻隔單車徑。
地政總署發言人表示，當局已向發展商發出通函，表示3月22日或以後獲發預售樓花同意書的發展項目，售樓說明書內必須提供最低住宅樓層，與毗連街道水平差距的橫截面圖。不過，天賦海灣是在3月22日之前獲發預售樓花同意書，故並不受有關指引規管。

### 欠薪事件
- 2013年2月1日，天賦海灣40多名多個不同工種的建築工人，慘被大判京匯國際工程有限公司拖欠數百萬元薪金，其中單是雲石工人已被拖糧240萬元，雲石工人與工會到公司抗議，暫獲承諾有糧出，但因對方有「反口」前科，工會揚言如未能成功追薪，將到發展商之一南豐中環辦公室抗議。[18]
- 2015年2月17日早上10時13分，一批工人疑追討欠薪，更有人帶著年幼子女去到第四期 「逸瓏灣」工地，其間疑追薪無果，有兩名工人走上天台企圖跳樓，警方到場進行游說，消防亦在地面張開救生墊戒備。[19]

## 興建圖片

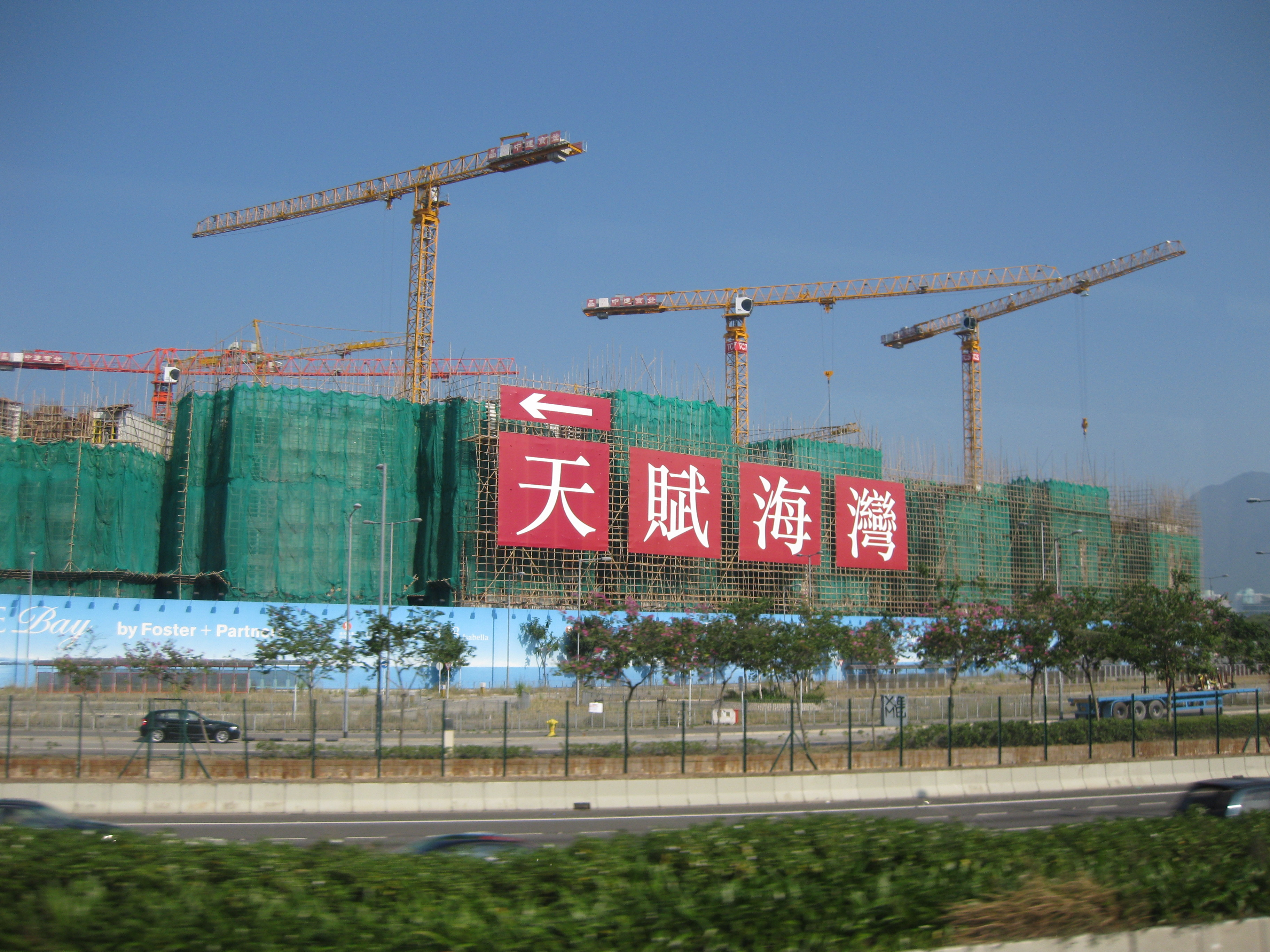
2011年11月
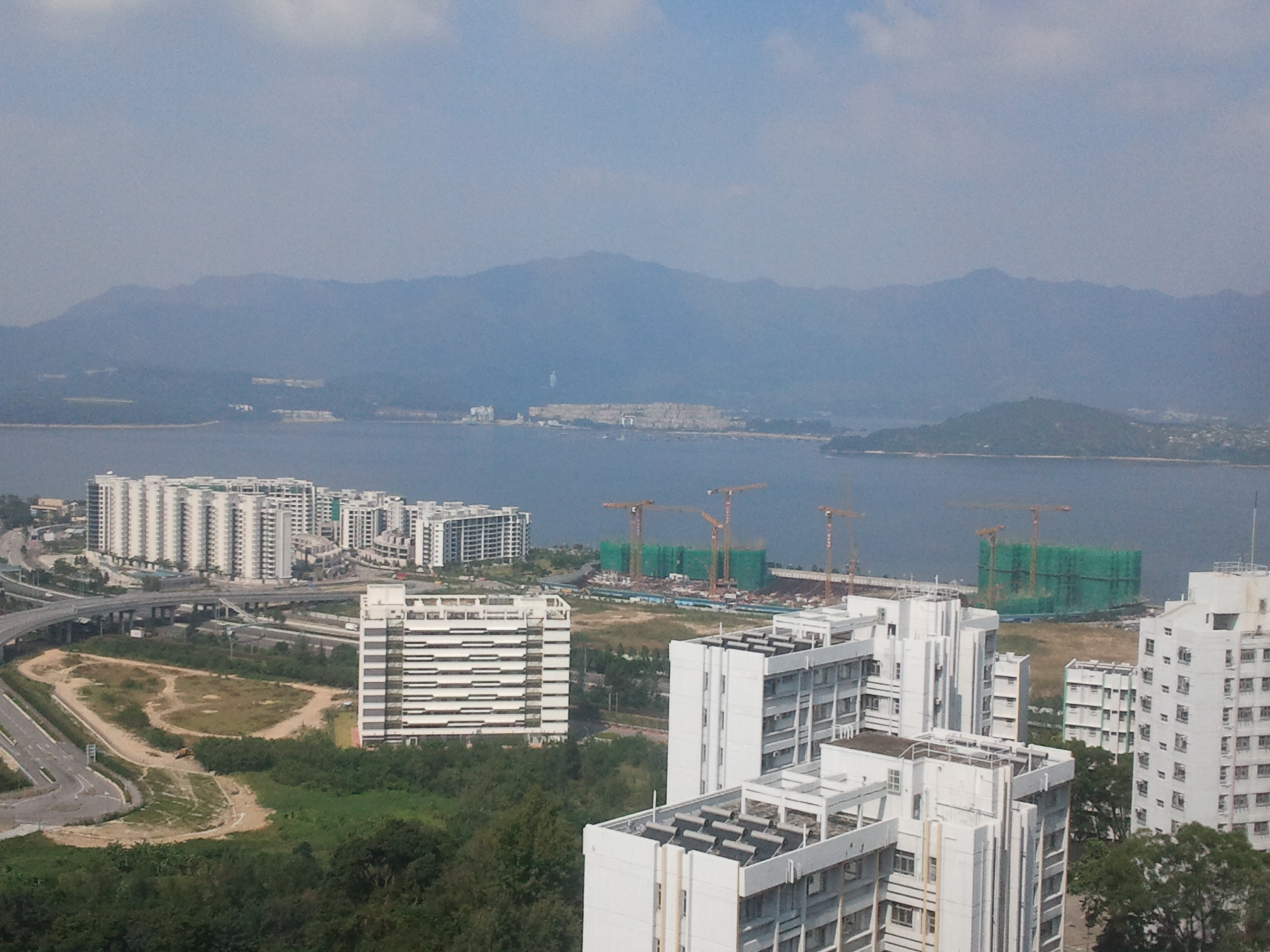
2013年10月

## 其他
- 樓盤廣告稱，由天賦海灣到ICC（即位於西九龍柯士甸道的環球貿易廣場）經8號幹綫驅車只需16分鐘。
- 天賦海灣示範單位設於奧海城2期1樓

## 外部連結
- 天賦海灣 （页面存档备份，存于）
- 溋玥·天賦海灣 （页面存档备份，存于）
- 海鑽·天賦海灣 （页面存档备份，存于）
- 逸瓏灣 （页面存档备份，存于）
- 「香港奇則」海鑽天賦海灣間格率先睇[永久]，有線電視樓盤傳真